# 카를로 3세 디 사보이아 공작
카를로 3세 디 사보이아(이탈리아어: Carlo III di Savoia, 1486년 10월 10일 - 1553년 8월 17일)는 선량공 카를로(il Buono)라고도 불렸던 1504년에서 1553년까지의 사보이아 공작이다. 1536년부터 그의 1559년까지 사보이아 공국은 프랑스의 지배를 받았다.

## 생애
필리포 2세 디 사보이아와 브르타뉴 공국의 권리를 주장했었던 가문 출신인 클로딘 드 브로스 사이에서 태어났다. 그의 조부모는 루도비코 1세와 안 드 뤼지냥이다. 어린 시절에 그가 공작 자리를 계승할 것이라고 그 누구도 예상 하지 못 했었다. 그는 사촌인 투사공 카를로 1세의 이름을 이어 받아 카를로 3세라는 통치명을 택했다.
그가 열살 무렵에 그의 아버지가 증손 카를로 2세의 뒤를 이어 갑작스럽게 공작 자리와 사보이아 가 가주 자리를 이어받았고 또한 예루살렘, 키프로스, 아르메니아의 군주 작위 또한 물려받았다. 그러나 카를로의 아버지는 사망한 전대 공작의 법정 상속인이 아니고 남계 후손이였을 뿐이였다.. 그리하여 예루살렘, 키프로스, 아르메니아 및 그외 권리들과 소유권은 다른 후계자에게 넘어가야 했고, 원칙상으로는 카를로 2세의 누이인 이올란다 디 사보이아였다. 카를로의 아버지는 이 권리들을 포기할 준비가 되지 않아, 권리의 표시로서 이 작위들을 사용했다. 그는 또한 1496년에 이올란다를 그의 아들 필리베르토 2세와 혼인시켜, 남계 계승을 확실히 하였다.
1497년에 카를로의 배다른 형제 필리베르토가 사보이아 공작등 아버지의 자리를 이어받았다. 필리베르토가 1504년에 자식없이 사망하자, 카를로가 18세의 나이에 공작 자리에 오르게 되었다.
카를로는 필리베르 베르틀리에 등을 포함한 그의 권위에 대한 도전을 직면하였다.
1499년에 이올란다가 사망하고, 예루살렘과 키프로스에 대한 법적 권리가 사보이아 가에서 사라졌다. 그러나 카를로는 어느 정도 남계 상속인으로서 이 작위들을 사용했고, 그의 후손들 역시 사용했다. 1713년 카를로의 현손자인 비토리오 아메데오 2세가 이 작위들에 대한 소유권을 주장했던 프랑스, 스페인의 왕들에게서 작위에 대한 확인을 받아내었다. 그 상속 권리는 법정 상속인의 계승에 따라, 모계 상속인을 포함시키지 않아서 카를로의 사후에는 라 트레무아유의 영주이자 탈몽, 타란토의 공작인 프랑스계 귀족 가문인 라 트레무아유 가에게 넘어갔다.

사보이아 공작들의 문장.

제네바에서 가톨릭과 프로테스탄트 사이에 일어난 폭동에 대한 대응으로 카를로는 1534년 7월에 기습을 가했으나, 그의 군대는 격퇴당하였다. 1535년 10월에 2차 포위가 이루어졌고 카를로의 군대는 제네바를 돕기 위해 도착한 베른의 군대에 의해 다시 격퇴당했다. 카를로는 프랑스의 군주 프랑수아 1세와 신성 로마 제국 황제 카를 5세가 격돌하던 서유럽 정치판에서 합스부르크 가 세력과 동맹을 맺었다. 1536년에 프랑스는 사보이아 공국을 침략했고 카를로의 영토 대부분을 점령하였다. 이후 생애 대부분을 친척들의 자비속에서 망명을 하는데 사실상의 시간을 보냈다. 1553년에 베르첼리에서 사망하여 베르첼리 대성당에 안장되었으며 그의 유일한 적자 에마누엘레 필리베르토가 뒤를 이어받았다.
그는 1530년에 "시옹의 죄수" 프랑수아 보니바르를 시옹 성에 감금했던 공작이기도 했다.

## 자녀
카를로는 포르투갈의 군주 마누엘 1세와 아라곤의 마리아 사이에서 태어난 딸 베아트리스 드 포르투갈과 혼인했다. 베아트리스는 신성 로마 제국 황제 카를 5세의 사촌이자 형수이기도 했다. 그들은 9명의 자녀를 두었지만 성인까지 살아남은 자식은 에마누엘레 필리베르토가 유일했다:
- 아드리아노 조반니 아마데오(Adriano Giovanni Amadeo, 1512년 11월 19일 – 1523년 1월 10일) - 피에몬테 공
- 루도비코(Ludovico, 1523년 12월 4일 – 1536년 11월 25일) - 피에몬테 공
- 에마누엘레 필리베르토 (1528년 7월 8일 – 1580년 8월 30일) - 프랑스 왕 앙리 2세의 여동생 베리 여공작 마르그리트와 혼인.
- 카테리나(Caterina, 1529년 11월 25일 - 1536년 5월)
- 마리아(Maria, 1530년 6월 12일 – 1531년)
- 이사벨라(Isabella, 1532년 5월 – 1533년 9월 24일)
- 에마누엘레(Emanuele, 1533년 5월; 유아때 사망)
- 에마누엘레(Emanuele, 1534년 5월; 유아때 사망)
- 조반니(Giovanni, 1537년 12월 3일 – 1538년 1월 8일)